# قائمة التحويلات المرتبطة بفورييه
هذه قائمة بالتحويلات الخطية للوظائف المتعلقة بتحليل فورييه، وترسم مثل هذه التحويلات وظيفة لمجموعة من معاملات وظائف الأساس، حيث تكون وظائف الأساس جيبية وبالتالي تكون مترجمة بقوة في الطيف الترددي. وتم تصميم هذه التحويلات بشكل عام لتكون قابلة للعكس، ففي حالة تحويل فورييه تتوافق كل وظيفة أساسية مع مكون تردد واحد.

## التحويلات المستمرة
عند تطبيقه على وظائف الوسيطات المستمرة، تشمل تحويلات فورييه المترابطة على ما يلي:
- تحويل لابلاس ذا الوجهين
- تحويل ميلين وهو تحويل متكامل آخر وثيق الصلة
- تحويل لابلاس
- تحويل فورييه مع حالات خاصة :
  - سلسلة فورييه
    - عندما تكون دالة الإدخال أو شكل الموجة دوري[1]، يكون ناتج تحويل فورييه عبارة عن دالة مشط ديراك، ويتم تعديلها بواسطة تسلسل منفصل من المعاملات ذات القيمة المحدودة وذات القيمة المعقدة بشكل عام، وتسمى هذه معاملات سلسلة فورييه، ويشير مصطلح سلسلة فورييه في الواقع إلى تحويل فورييه المعكوس، وهو عبارة عن مجموع أشباه الجيوب عند ترددات منفصلة مرجحة بمعاملات سلسلة فورييه.
    - عندما يكون للجزء غير الصفري من دالة الإدخال مدة محدودة، يكون تحويل فورييه مستمرًا وذو قيمة محدودة. ولكن مجموعة فرعية منفصلة من قيمها كافية لإعادة بناء أو تمثيل الجزء الذي تم تحليله، ويتم الحصول على نفس المجموعة المنفصلة من خلال معالجة مدة المقطع كفترة واحدة لوظيفة دورية وحساب معاملات سلسلة فورييه.

  - تحويلات الجيب وجيب التمام : عندما يكون لدالة الإدخال تناظر فردي أو زوجي حول الأصل، يتقلص تحويل فورييه إلى تحويل جيبي أو جيب تمام.
- تحويل هارتلي
- تحويل فورييه قصير الوقت (أو تحويل فورييه قصير المدى) (STFT)
  - قناع مستطيل لتحويل فورييه قصير المدى
- تحويل تشيربلت
- تحويل فورييه الجزئي (FRFT)
- تحويل هانكل: يتعلق بتحويل فورييه للوظائف الشعاعية.
- تحويل فورييه - بروس - إيجولنيتسر
- التحويل الكنسي الخطي

## التحويلات المتقطعة
للاستخدام على أجهزة الكمبيوتر، ونظرية الأعداد والجبر، غالبًا ما تكون الوسائط المتقطعة مثل وظائف سلسلة من العينات المنفصلة أكثر ملاءمة، ويتم التعامل معها بواسطة التحويلات المماثلة للحالات المستمرة أعلاه وهي:
- تحويل فورييه متقطع الوقت (DTFT) : ويرادف تحويل فورييه لوظيفة «مستمرة» يتم إنشاؤها من دالة الإدخال المنفصلة باستخدام قيم العينة لتعديل مشط ديراك. عندما يتم اشتقاق قيم العينة عن طريق أخذ عينة من دالة على الخط الحقيقي (ƒ(x، يعادل تحويل فورييه للوقت المتقطع الجمع الدوري لتحويل فورييه لـ ƒ. دائمًا ما يكون إخراج تحويل فورييه متقطع الوقت دوريًا. وهناك وجهة نظر بديلة وهي أن هذا التحويل هو تحويل إلى مجال تردد محدد (أو محدود)، بطول دورة واحدة.
  - تحويل فورييه المتقطع (DFT) :
    - عندما يكون تسلسل الإدخال دوريًا؛ يكون إخراج فورييه متقطع الوقت أيضًا دالة مشط ديراك، ويتم تعديلها بواسطة معاملات سلسلة فورييه [1] والتي يمكن حسابها على أنها تحويل فورييه المتقطع لدورة واحدة من تسلسل الإدخال. وعدد القيم المنفصلة في دورة واحدة من تحويل فورييه المتقطع هو نفسه في دورة واحدة من تسلسل الإدخال.
    - عندما يكون للجزء غير الصفري من تسلسل الإدخال مدة محدودة، يكون تحويل فوريية متقطع الوقت مستمرًا وذو قيمة محدودة، ولكن مجموعة فرعية منفصلة من قيمها كافية لإعادة بناء أو تمثيل الجزء الذي تم تحليله. ويتم الحصول على نفس المجموعة المنفصلة من خلال معالجة مدة المقطع كدورة واحدة لوظيفة دورية وحساب تحويل فورييه المنفصل .

  - تحويل الجيب وجيب التمام المتقطع : عندما يكون لتسلسل الإدخال تناظر فردي أو زوجي حول الأصل، فإن تحويل فورييه متقطع الوقت ينخفض إلى تحويل جيبي متقطع (DST) أو تحويل جيب التمام المتقطع (DCT).
    - سلسلة فورييه المتقطعة التراجعية، حيث يتم تحديد الفترة بالبيانات بدلاً من تحديدها مسبقًا.

  - تحويل تشيبيشف المتقطع (على شبكة «الجذور» والشبكة «القصوى» الخاصة بمتعدد حدود تشيبيشف من النوع الأول). وهذا التحويل له أهمية كبيرة في مجال الطرق الطيفية لحل المعادلات التفاضلية لأنه يمكن استخدامه للانتقال بسرعة وكفاءة من قيم نقاط الشبكة إلى معاملات سلسلة تشيبشيف.
- تحويل فورييه المتقطع المعمم (GDFT) وهو توسع لتحويلات فورييه المتقطعة والمعامل الثابت، حيث قد تكون وظائف الطور خطية مع عدد صحيح ومنحدرات ذات قيمة حقيقية أو حتى طور غير خطي يجلب المرونة للتصميمات المثلى للمقاييس المختلفة، على سبيل المثال الارتباطات التلقائية والمتقاطعة.
- تحويل فورييه متقطع المساحة (DSFT) هو توسع لتحويل فورييه متقطع الوقت من إشارات أولية الأبعاد إلى إشارات ثنائية الأبعاد، ويطلق عليه «متقطع المسافة» بدلاً من «متقطع الوقت» لأن التطبيق الأكثر شيوعًا هو التصوير ومعالجة الصور حيث تكون وسيطات دالة الإدخال عينات متباعدة بشكل متساوٍ من الإحداثيات المكانية {\displaystyle (x,y)} . يكون إخراج تحويل فورييه متقطع المساحة دوريًا في كلا المتغيرين.
- تحويل Z ، توسع لتحويل فورييه للوقت المتقطع على المستوى المعقد بأكمله
- تحويل جيب التمام المنفصل المعدل (MDCT)
- تحويل هارتلي المنفصل (DHT)
- أيضا تحويل فورييه قصير المدى التقديري (انظر أعلاه).
- تحويل هادامارد (دالة والش).
- تحويل فورييه على مجموعات محدودة.
- تحويل فورييه المتقطع (عام).

يسهل استخدام كل هذه التحويلات لحد كبير من خلال وجود خوارزميات فعالة تعتمد على تحويل فورييه السريع (FFT)، وتعتبر نظرية الإستعيان نيكويست-شانون حاسمة لفهم ناتج مثل هذه التحويلات المنفصلة.